# كريستال (جدول مائي)
 نهر كريستال 

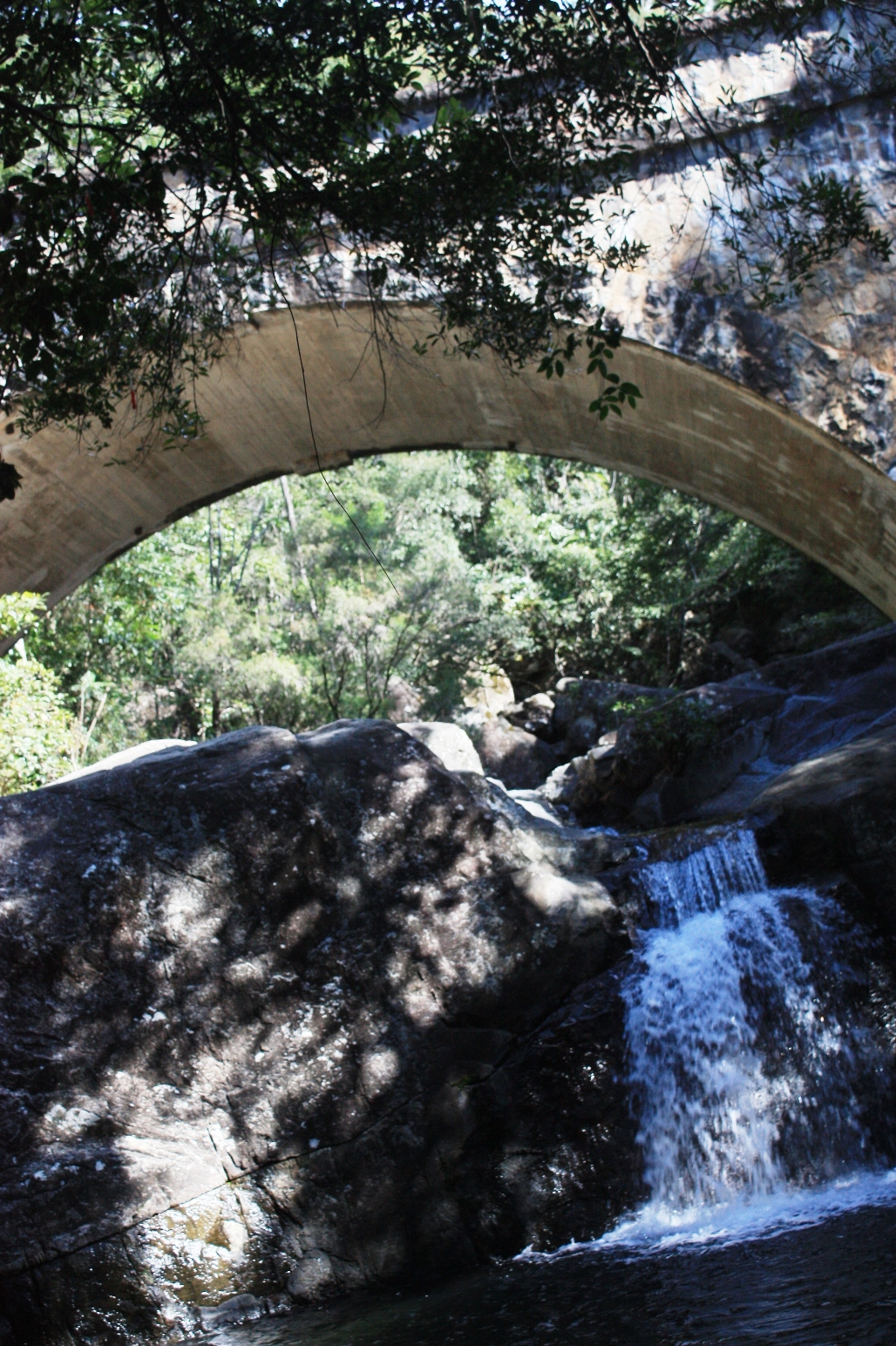
جدول كريستال الصغير

خور كريستال بالإنجليزية (Crystal Creek): هو جدول مائي صغير خلاب بطول 17.5 كم أبتداءً من أسفل بالوما Paluma بكوينزلاند، أستراليا, ثم يتدفق النهير عبر مدينة موتارني Mutarnee ليصب في بحر كورال - (بحر المرجان) Coral الواقع في المحيط الهادئ, كما أن النهير يشكل جزء من حديقة بالوما الوطنية التي تقسمه إلى قسمين يُعرفان باسم جدول كريستال الصغير وجدول كريستال الصغير.
المصدر: مترجم من Crystal Creek, Queensland
‌